# Bitwa pod Miechowem (1863)
Bitwa pod Miechowem – jedno ze starć powstania styczniowego, do którego doszło 17 lutego 1863 pod Miechowem w Małopolsce.

## Przebieg bitwy
Oddział polski pod dowództwem płk Apolinarego Kurowskiego w sile ok. 2 500 ludzi, w ramach opanowania trójkąta granicznego między zaborami, zaatakował Miechów licząc na zaskoczenie i słabość Rosjan. Ci jednak przewidzieli (lub ktoś zdradził) działania Polaków, więc wzmocnili w przeddzień załogę i przygotowali się do obrony. Początkowo powstańcy odnieśli sukces, po uderzeniu żuawów śmierci na cmentarz. Użycie jednak polskiej kawalerii w wąskich uliczkach spowodowało wysokie straty, szczególnie z powodu prowadzonego przez rosyjskich żołnierzy gęstego ognia z broni palnej. Bitwa zakończyła się paniką i klęską atakujących, którzy w większości poszli w rozsypkę. Oddział Kurowskiego przestał istnieć. 
Według danych rosyjskich zginęło 200 powstańców. Po bitwie Rosjanie dobijali rannych lub wrzucali razem z zabitymi do dołu z wapnem. W ramach represji wywołano pożar miasta, którego nie pozwolono gasić. 
W bitwie wziął udział kosynier, uczeń szkół krakowskich – Feliks Gniazdowski. Był on autorem Opisu wyprawy pod Miechów, który został skonfiskowany przez Rosjan 29 stycznia 1864 w Krakowie. Późniejsze losy tego rękopisu, jak i autora nie są znane. Dokładny przebieg zdarzeń i kompletny spis poległych w bitwie podał Edward Webersfeld.

## Galeria

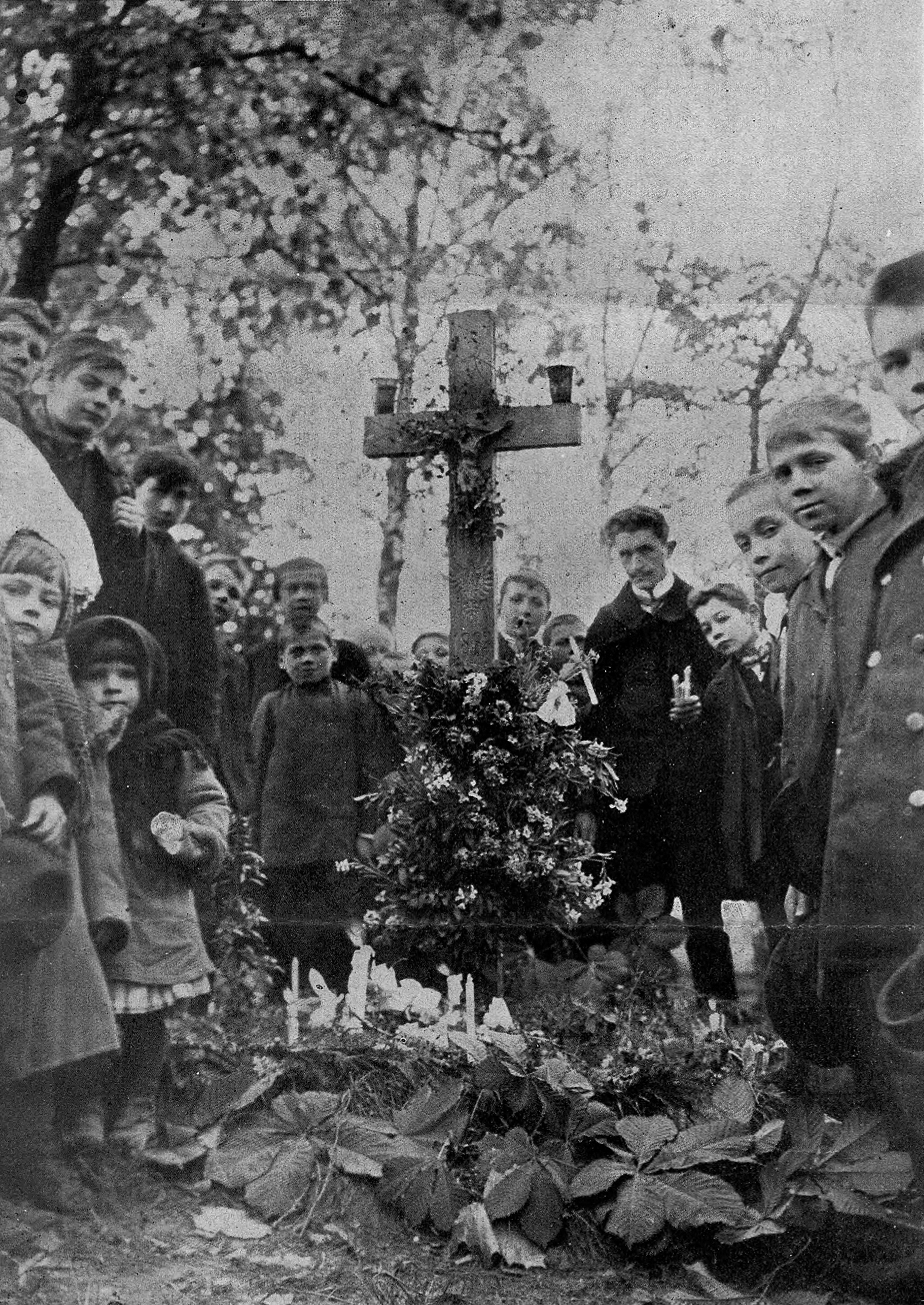
Mogiła poległych pod Miechowem
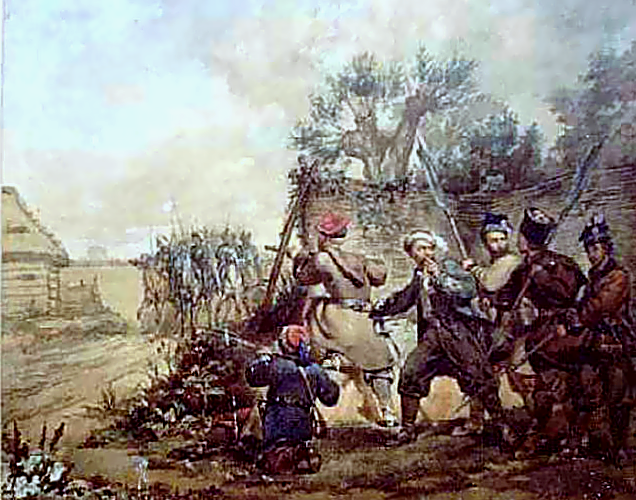
Walery Eljasz-Radzikowski „Bitwa pod Miechowem”
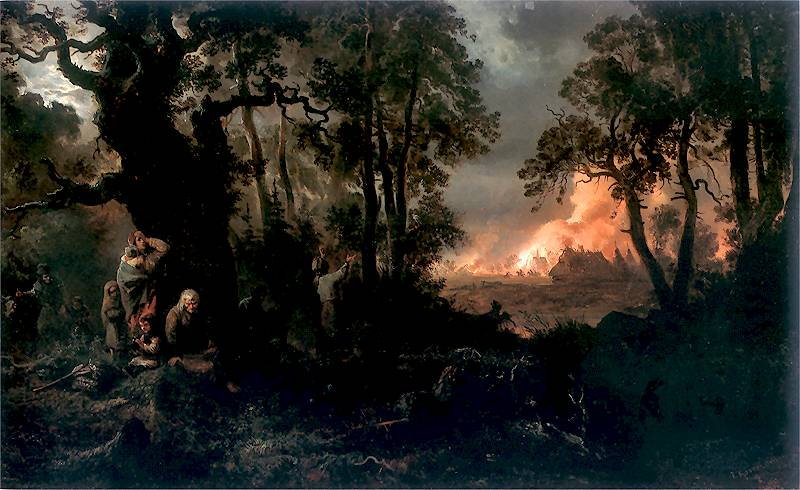
Represje po bitwie (obraz Franciszka Kostrzewskiego)
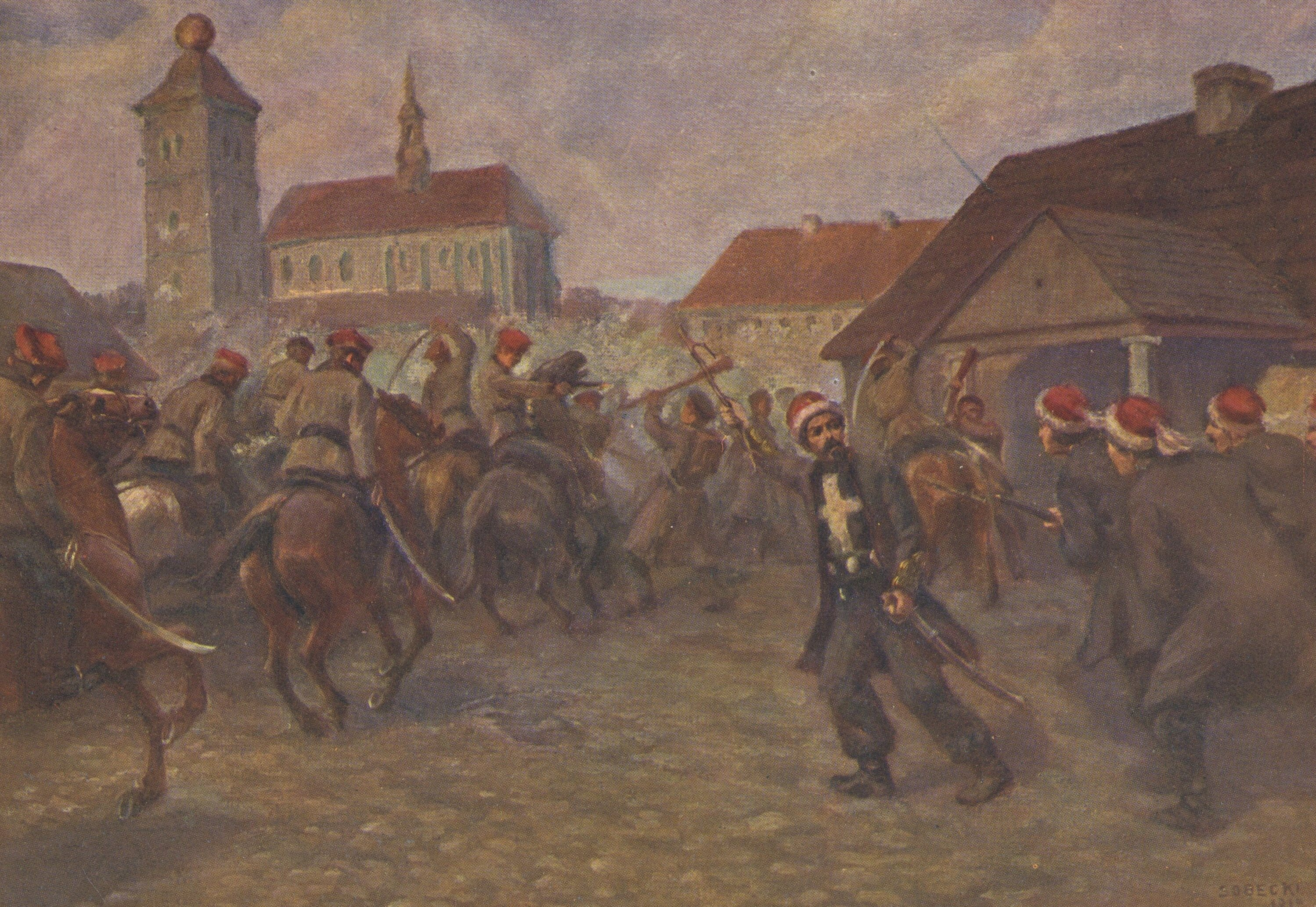
Bitwa pod Miechowem (J. Sobecki)

## Literatura
- Mała Encyklopedia Wojskowa, Wydawnictwo Ministerstwa Obrony Narodowej, Warszawa 1967, Wydanie I, Tom 2
- Jednodniówka w 53 rocznicę bitwy w Miechowie : 17 lutego 1863-1916
- Kraków w początkach powstania styczniowego i wyprawa na Miechów T. 2 Data wydania: 1914, Autor: Tokarz Wacław (1873-1937)